# SD-Oberabschnitt
SD-Oberabschnitt utgjorde i Tredje riket ett regionalt ansvarsområde inom Sicherheitsdienst (SD). Det fanns elva SD-Oberabschnitte:
- SD-Oberabschnitt Donau med säte i Wien
- SD-Oberabschnitt Mitte med säte i Chemnitz
- SD-Oberabschnitt Nord med säte i Stettin
- SD-Oberabschnitt Nord-Ost med säte i Königsberg
- SD-Oberabschnitt Nord-West med säte i Hannover
- SD-Oberabschnitt Ost med säte i Berlin-Westend, senare i Berlin-Grunewald
- SD-Oberabschnitt Rhein med säte i Frankfurt am Main
- SD-Oberabschnitt Süd med säte i München
- SD-Oberabschnitt Süd-Ost med säte i Breslau
- SD-Oberabschnitt Süd-West med säte i Stuttgart-Ost
- SD-Oberabschnitt West med säte i Düsseldorf